# Hermann Haisch
Hermann Haisch  (* 6. Dezember 1938 in Nördlingen; † 14. November 2019) war ein deutscher Tiermediziner und Kommunalpolitiker (CSU). Er war Oberveterinärrat und von 1978 bis 2006 Landrat des  Landkreises Unterallgäu.

## Leben
Hermann Haisch war zum Dr. med. vet. promovierter Tierarzt. Er war Sohn des ehemaligen Mindelheimer Landrates und Landtagsabgeordneten Andreas Haisch. Als Tierarzt wirkte er zuletzt als Oberveterinärrat. Im März 1978 gewann er mit knapper Mehrheit die Wahl zum Landrat gegen Amtsinhaber Otto Weikmann, am 1. Mai 1978 trat er in Mindelheim in Schwaben (Bayern) das Amt des 1972 gebildeten Landkreises Unterallgäu an. Aus gesundheitlichen Gründen trat er 2006 zurück. 2019 starb er an den Folgen einer schweren Krankheit.

## Ehrenämter
Haisch war 20 Jahre Vorsitzender des Bayerischen Roten Kreuzes, Bezirksverband Schwaben. Er musizierte bei den Günztaler Alphornbläsern. Beim Förderverein für das BezirksOldieBlasOrchester Bobo des Allgäu-Schwäbischen Musikbundes war er Vorsitzender, und die Feuerschützenkompanie Dietershofen ernannte ihn zum Ehrenoberst. Er stand an der Spitze des Kuratoriums der 2009 gegründeten Stiftung „LandZunge“ und des Fördervereins der Schickling-Stiftung.

## Ehrungen und Auszeichnungen
- 2001: Bayerischer Verdienstorden[4]
- 2005: Bayerische Verfassungsmedaille in Silber[4]

## Veröffentlichungen
Haisch ist Herausgeber des Buches Landkreis Unterallgäu, Verlag der Memminger Zeitung Verlagsdruckerei GmbH, Memmingen 1987, ISBN 3-9800649-2-1